# АТФ-залежна глюкокіназа
ADPGK (англ. ADP dependent glucokinase) – білок, який кодується однойменним геном, розташованим у людей на короткому плечі 15-ї хромосоми. Довжина поліпептидного ланцюга білка становить 497 амінокислот, а молекулярна маса — 54 089.
| 10         |  | 20         |  | 30         |  | 40         |  | 50         |
| ---------- |  | ---------- |  | ---------- |  | ---------- |  | ---------- |
| MALWRGSAYA |  | GFLALAVGCV |  | FLLEPELPGS |  | ALRSLWSSLC |  | LGPAPAPPGP |
| VSPEGRLAAA |  | WDALIVRPVR |  | RWRRVAVGVN |  | ACVDVVLSGV |  | KLLQALGLSP |
| GNGKDHSILH |  | SRNDLEEAFI |  | HFMGKGAAAE |  | RFFSDKETFH |  | DIAQVASEFP |
| GAQHYVGGNA |  | ALIGQKFAAN |  | SDLKVLLCGP |  | VGPKLHELLD |  | DNVFVPPESL |
| QEVDEFHLIL |  | EYQAGEEWGQ |  | LKAPHANRFI |  | FSHDLSNGAM |  | NMLEVFVSSL |
| EEFQPDLVVL |  | SGLHMMEGQS |  | KELQRKRLLE |  | VVTSISDIPT |  | GIPVHLELAS |
| MTNRELMSSI |  | VHQQVFPAVT |  | SLGLNEQELL |  | FLTQSASGPH |  | SSLSSWNGVP |
| DVGMVSDILF |  | WILKEHGRSK |  | SRASDLTRIH |  | FHTLVYHILA |  | TVDGHWANQL |
| AAVAAGARVA |  | GTQACATETI |  | DTSRVSLRAP |  | QEFMTSHSEA |  | GSRIVLNPNK |
| PVVEWHREGI |  | SFHFTPVLVC |  | KDPIRTVGLG |  | DAISAEGLFY |  | SEVHPHY    |

A: Аланін

C: Цистеїн

D: Аспарагінова кислота

E: Глутамінова кислота

F: Фенілаланін

G: Гліцин

H: Гістидин

I: Ізолейцин

K: Лізин

L: Лейцин

M: Метіонін

N: Аспарагін

P: Пролін

Q: Глутамін

R: Аргінін

S: Серин

T: Треонін

V: Валін

W: Триптофан

Кодований геном білок за функціями належить до трансфераз, кіназ. 
Задіяний у таких біологічних процесах, як гліколіз, альтернативний сплайсинг. 
Білок має сайт для зв'язування з іонами металів, іоном магнію. 
Секретований назовні.